# 张艺洋
张艺洋（1990年5月1日—2024年12月18日），曾用名张洋洋，出生于陕西省兴平市的男演员，香港著名影视导演李文龙的学生。主要歌曲作品有《哭泣的男人》等。
2024年12月18日，陕西省咸阳市中级人民法院发布布告称，张艺洋因在2022年2月26日预谋杀害女友张某犯下的故意杀人罪而被判处死刑，剥夺政治权利终身，并于当日被依法执行死刑。他被认为是首位被执行死刑的中国大陆艺人。

## 主要经历
- 2012年4月，张艺洋获得节目组邀请并应邀参加陕西台娱乐节目《快乐动7来》，获得了第三名。
- 2015年6月19日，张艺洋发行了首张原创专辑《哭泣的男人》，当时使用了鬼仔的名义。
- 2016年8月，张艺洋受邀参加《摩登群侠之二货神探》发布会，并以嘉宾的方式登场。
- 2016年9月，张艺洋参加了《凉都立体声》音乐盛会。
- 2016年10月，张艺洋受邀参加了唐山《2017雷锋春晚》。
- 2016年12月，张艺洋参加《CCTV魅力中国行》节目，并且在节目的现场中翻唱了《有没有人告诉你》。
- 2017年，参与了《下一个偶像》武汉赛区的选拔。
- 2018年6月，演了电影《龙之魂》。[8]
- 2018年8月25日，在中国大陆的音乐平台上发行了单曲《鬼》。同年9月，参演网络连续剧《一见男神就自燃》。
- 2019年5月，张艺洋在电影《音疗大师》中饰演阿俊[9]。
- 2019年5月19日，出演院线电影《音疗大师》在海口开机。
- 2019年7月28日，担任“中国乐坛唱响成功公益歌曲大赛”评委。[10]
- 2019年8月5日，发起线头公益“黎明曙光助学计划”活动，并担任公益星推官。[11]
- 2019年8月8日，发行专辑《为爱流下的眼泪》。
- 2019年8月24日，发行专辑《活埋》。
- 2019年11月11日，发行专辑《人心》，收录的歌曲有《难道爱一个人有错吗》、《包容》、《坐在坟头调戏鬼》。[12]
- 2022年2月26日，因发生感情纠纷，张艺洋将16岁张姓女友诱骗至森林中砍杀，随后试图毁尸灭迹，次日自杀未遂被送医并被捕，被陕西省咸阳市中级人民法院判处死刑。张艺洋不服判决，提出上诉，陕西省高级人民法院二审驳回上诉，维持原判。
- 2024年12月18日，张艺洋被执行死刑。

## 个人奖项
| 年份   | 主辦                             | 獎項           |
| ------ | -------------------------------- | -------------- |
| 2019年 | 2019年度中国好品牌               | 影响力艺术人物 |
| 2019年 | 2019年第12届全国影视艺术“金尚奖” | 新锐男演员     |

## 音乐作品
| 專輯名稱       | 發行時間       | 發行公司   | 曲目                                                                                         |
| -------------- | -------------- | ---------- | -------------------------------------------------------------------------------------------- |
| 活埋           | 2019年8月24日  | 伊格艾文化 | 曲目 1. 活埋 2. 如果你回到我身邊 3. 既然有人比我更愛你                                       |
| 为爱流下的眼泪 | 2019年8月8日   | 伊格艾文化 | 曲目 1. 為愛流下的眼淚 2. 背叛 3. 空白格 4. 聽著情歌流眼淚 5. 你一定要幸福 6. 紅塵來去一場夢 |
| 把孤獨當作晚餐 | 2019年8月6日   | 伊格艾文化 | 曲目 1. 把孤獨當作晚餐                                                                       |
| 哭泣的男人     | 2019年7月5日   | 伊格艾文化 | 曲目 1. 哭泣的男人                                                                           |
| 鬼             | 2018年8月25日  | 伊格艾文化 | 曲目 1. 鬼 2. 黃昏 3. 一個人的浪漫 4. 一個人悲傷 5. 我真的累了                               |
| 有沒有人告訴你 | 2018年2月26日  | 伊格艾文化 | 曲目 1. 有沒有人告訴你 2. 愛了給了傷了痛了 3. 其實都沒有 4. 讓淚化作相思雨 5. 心要讓你聽見   |
| 哭泣的男人     | 2015年6月19日  | 伊格艾文化 | 曲目 1. 哭泣的男人                                                                           |
| 人心           | 2019年11月11日 | 伊格艾文化 | 曲目 1. 包容 2. 难道爱一个人有错吗 3. 坐在坟头调戏鬼                                         |

## 综艺节目
| 播出时间   | 节目名称       | 简介     |
| ---------- | -------------- | -------- |
| 2017-05-10 | 《下一个偶像》 | 选秀节目 |
| 2012-04-17 | 《快乐动起来》 | 娱乐节目 |

## 影视作品
| 上映时间 | 剧名       | 扮演角色 | 导演   |
| -------- | ---------- | -------- | ------ |
| 2019年   | 龙之魂     | 洋洋     |        |
| 2019年   | 音疗大师   | 阿俊     | 盛文凯 |
| 2025年   | 解忧音声馆 |          | 盛文凯 |

## 杀人案情
罪犯张艺洋与被害人张某（女，殁年16岁）均系陕西省兴平市赵村镇前进村村民，二人于2021年9月谈恋爱，后张某提出分手。张艺洋不同意并多次以自杀相威胁。2022年2月26日下午，张艺洋乘坐出租车前往前进村，以陪自己过生日为由多方联系张某。18时许，张某从家中出来，与张艺洋共同乘坐出租车来到兴平市兴礼路星光养殖场西南方向树林里，两人因分手问题再次发生争执。张艺洋持随身携带的折叠刀切割张某脖颈处数刀，致张某左侧颈动脉、颈静脉、气管、食管破裂、大量血液堵塞气管腔，机械性窒息死亡。21时许，张艺洋拿走张某手机，乘车回到家中换下作案所穿衣服，后将前述物品一同抛弃到前进村南村与北村之间陇海铁路线涵洞东北侧约100米处的蓄水池内。次日，张艺洋在兴平市坦途酒店所住房间内使用杀害张某时的折叠刀自杀，被酒店工作人员发现后报警并送医院救治，后被公安机关抓获。
陕西省咸阳市中级人民法院依照《中华人民共和国刑法》第二百三十二条、第五十七条第一款、第四十八条的规定，以故意杀人罪，判处张艺洋死刑，剥夺政治权利终身。该犯不服提出上诉，经陕西省高级人民法院终审裁定，驳回上诉，维持原判，并依法上报最高人民法院复核裁定，核准判处该犯死刑，剥夺政治权利终身。遵照最高人民法院院长签发的执行死刑命令，已于2024年12月18日在陕西省兴平市将罪犯张艺洋验明正身，押赴刑场，执行死刑。